# Maj-Lis Lööw
Maj-Lis Lööw (1936) é uma ex-política social-democrata que serviu como ministra da imigração e ministra da igualdade de género entre 1989 e 1991 nos governos do primeiro-ministro Ingvar Carlsson. Ela também foi membro do Parlamento Sueco e do Parlamento Europeu.

## Biografia
Lööw nasceu em Eskilstuna a 13 de agosto de 1936. Ela foi membro do Partido Operário Social-Democrata da Suécia e presidente das Mulheres Social-Democratas na Suécia no período 1981-1990. Foi membro do Parlamento Sueco pelo Partido Social-Democrata no período 1979-1995. Em janeiro de 1989, Lööw foi nomeada ministra da imigração, substituindo Bo Görannson no cargo. No mesmo período, Lööw também foi ministra da igualdade de género. Ela renunciou ao Parlamento Sueco em 1995 e serviu no Parlamento Europeu como parte do Partido dos Socialistas Europeus, do qual foi vice-presidente entre 1995 e 1997. O seu mandato no Parlamento Europeu terminou em 1999.